# Empty Walls
Empty Walls är den amerikanske musikern Serj Tankians andra singel och den släpptes i september 2007. "Empty Walls" är öppningslåten på hans debutalbum. En akustisk version av denna låt finns med på den limiterade utgåvan av Elect the Dead. "Empty Walls" finns även med på livealbumet Elect the Dead Symphony och som nedladdningsbar låt till Rock Band-serien.
Musikvideon, som är regisserad av Tony Petrossian, består av ett antal barn som rekapitulerar krigsscener ur USA:s historia. Några av de mer kända scenerna som visas är 11 september-attackerna, när Saddam Husseins staty rivs i Irak (tillsammans med en mängd andra klipp från Irakkriget däribland tortyrscenerna från Abu Ghurayb-fängelset) samt vissa scener från kriget mot terrorismen.

## Låtlista
Alla låtar är skrivna och komponerade av Serj Tankian, om inte annat anges. 
| Nr | Titel                  | Längd |
| -- | ---------------------- | ----- |
| 1. | Empty Walls            | 3:52  |
| 2. | Gratefully Disappeared | 1:42  |

| 1. | Empty Walls | 3:50 |

| 1. | Empty Walls             | 3:49 |
| 2. | The Unthinking Majority | 3:47 |

| 1. | Empty Walls                       | 3:49 |
| 2. | Empty Walls (Victorious Club Mix) | 5:47 |